# Marele Premiu al Germaniei
Marele Premiu al Germaniei a fost o cursă auto care a făcut parte din calendarul Formulei 1. Cursa este tradițional asociată cu faimosul Nürburgring, însă cursa a mai fost ținută și la alte două circuite, Avus și Hockenheimring.

## Istoric
În primii ani ai motorsportului, singurul Grand Prix a fost cel francez, însă după Primul război mondial, și alte națiuni au început încet, încet să organizeze curse, iar în 1926, primul Mare Premiu al Germaniei a fost organizat. A avut loc la autostrada Avus lângă Berlin,  fiind un circuit improvizat. Rudolf Caracciola a câștigat prima cursa într-un Mercedes la o viteză de 136 km/h însă, chiar și la această viteză mică au fost trei decese, urmate de plângeri asupra suprafeței circuitului, iar din 1927, cursa a fost ținută la noul Nürburgring.
Organizat oficial pentru prima dată în Formula 1 pentru sezonul din 1951, legendarul Nordschleife (supranumit „Iadul verde” de Jackie Stewart în 1968) a fost locația gazdă obișnuită până în 1976. Circuitul a fost scos din Formula 1 începând din 1977 din cauza accidentului terific a lui Niki Lauda în Marele Premiu al Germaniuei din 1976, când a ieșit în decor izbindu-se de parapet, mașina sa (un Ferrari 312T) luând foc instant.
În anii ce au urmat, Hockenheimring și Nürburgring Grand Prix-Strecke au alternat în organizare.

## Câștigătorii Marelui Premiu al Germaniei
Evenimentele scrise pe fond roz indică anii în care cursa nu a făcut parte din Campionatul Mondial de Formula 1.
| An          | Pilot                              | Constructor           | Circuit                   | Detalii      |
| ----------- | ---------------------------------- | --------------------- | ------------------------- | ------------ |
| 2019        | Max Verstappen                     | Red Bull-Honda        | Hockenheimring            | Detalii      |
| 2018        | Lewis Hamilton                     | Mercedes              | Hockenheimring            | Detalii      |
| 2016        | Lewis Hamilton                     | Mercedes              | Hockenheimring            | Detalii      |
| 2014        | Nico Rosberg                       | Mercedes              | Hockenheimring            | Detalii      |
| 2013        | Sebastian Vettel                   | Red Bull-Renault      | Nürburgring GP-Strecke    | Detalii      |
| 2012        | Fernando Alonso                    | Ferrari               | Hockenheimring            | Detalii      |
| 2011        | Lewis Hamilton                     | McLaren-Mercedes      | Nürburgring GP-Strecke    | Detalii      |
| 2010        | Fernando Alonso                    | Ferrari               | Hockenheimring            | Detalii      |
| 2009        | Mark Webber                        | Red Bull-Renault      | Nürburgring GP-Strecke    | Detalii      |
| 2008        | Lewis Hamilton                     | McLaren-Mercedes      | Hockenheimring            | Detalii      |
| 2006        | Michael Schumacher                 | Ferrari               | Hockenheimring            | Detalii      |
| 2005        | Fernando Alonso                    | Renault               | Hockenheimring            | Detalii      |
| 2004        | Michael Schumacher                 | Ferrari               | Hockenheimring            | Detalii      |
| 2003        | Juan Pablo Montoya                 | Williams-BMW          | Hockenheimring            | Detalii      |
| 2002        | Michael Schumacher                 | Ferrari               | Hockenheimring            | Detalii      |
| 2001        | Ralf Schumacher                    | Williams-BMW          | Hockenheimring            | Detalii      |
| 2000        | Rubens Barrichello                 | Ferrari               | Hockenheimring            | Detalii      |
| 1999        | Eddie Irvine                       | Ferrari               | Hockenheimring            | Detalii      |
| 1998        | Mika Häkkinen                      | McLaren-Mercedes      | Hockenheimring            | Detalii      |
| 1997        | Gerhard Berger                     | Benetton-Renault      | Hockenheimring            | Detalii      |
| 1996        | Damon Hill                         | Williams-Renault      | Hockenheimring            | Detalii      |
| 1995        | Michael Schumacher                 | Benetton-Renault      | Hockenheimring            | Detalii      |
| 1994        | Gerhard Berger                     | Ferrari               | Hockenheimring            | Detalii      |
| 1993        | Alain Prost                        | Williams-Renault      | Hockenheimring            | Detalii      |
| 1992        | Nigel Mansell                      | Williams-Renault      | Hockenheimring            | Detalii      |
| 1991        | Nigel Mansell                      | Williams-Renault      | Hockenheimring            | Detalii      |
| 1990        | Ayrton Senna                       | McLaren-Honda         | Hockenheimring            | Detalii      |
| 1989        | Ayrton Senna                       | McLaren-Honda         | Hockenheimring            | Detalii      |
| 1988        | Ayrton Senna                       | McLaren-Honda         | Hockenheimring            | Detalii      |
| 1987        | Nelson Piquet                      | Williams-Honda        | Hockenheimring            | Detalii      |
| 1986        | Nelson Piquet                      | Williams-Honda        | Hockenheimring            | Detalii      |
| 1985        | Michele Alboreto                   | Ferrari               | Nürburgring GP-Strecke    | Detalii      |
| 1984        | Alain Prost                        | McLaren-TAG           | Hockenheimring            | Detalii      |
| 1983        | René Arnoux                        | Ferrari               | Hockenheimring            | Detalii      |
| 1982        | Patrick Tambay                     | Ferrari               | Hockenheimring            | Detalii      |
| 1981        | Nelson Piquet                      | Brabham               | Hockenheimring            | Detalii      |
| 1980        | Jacques Laffite                    | Ligier                | Hockenheimring            | Detalii      |
| 1979        | Alan Jones                         | Williams-Ford         | Hockenheimring            | Detalii      |
| 1978        | Mario Andretti                     | Lotus                 | Hockenheimring            | Detalii      |
| 1977        | Niki Lauda                         | Ferrari               | Hockenheimring            | Detalii      |
| 1976        | James Hunt                         | McLaren               | Nürburgring Nordschleife  | Detalii      |
| 1975        | Carlos Reutemann                   | Brabham               | Nürburgring Nordschleife  | Detalii      |
| 1974        | Clay Regazzoni                     | Ferrari               | Nürburgring Nordschleife  | Detalii      |
| 1973        | Jackie Stewart                     | Tyrrell-Ford          | Nürburgring Nordschleife  | Detalii      |
| 1972        | Jacky Ickx                         | Ferrari               | Nürburgring Nordschleife  | Detalii      |
| 1971        | Jackie Stewart                     | Tyrrell-Ford          | Nürburgring Nordschleife  | Detalii      |
| 1970        | Jochen Rindt                       | Lotus-Cosworth        | Hockenheimring            | Detalii      |
| 1969        | Jacky Ickx                         | Brabham               | Nürburgring Nordschleife  | Detalii      |
| 1968        | Jackie Stewart                     | Matra-Ford            | Nürburgring Nordschleife  | Detalii      |
| 1967        | Denny Hulme                        | Brabham               | Nürburgring Nordschleife  | Detalii      |
| 1966        | Jack Brabham                       | Brabham               | Nürburgring Nordschleife  | Detalii      |
| 1965        | Jim Clark                          | Lotus-Climax          | Nürburgring Nordschleife  | Detalii      |
| 1964        | John Surtees                       | Ferrari               | Nürburgring Nordschleife  | Detalii      |
| 1963        | John Surtees                       | Ferrari               | Nürburgring Nordschleife  | Detalii      |
| 1962        | Graham Hill                        | British Racing Motors | Nürburgring Nordschleife  | Detalii      |
| 1961        | Stirling Moss                      | Lotus-Climax          | Nürburgring Nordschleife  | Detalii      |
| 1960        | Joakim Bonnier                     | Porsche               | Nürburgring Südschleife   | Detalii      |
| 1959        | Tony Brooks                        | Ferrari               | AVUS                      | Detalii      |
| 1958        | Tony Brooks                        | Vanwall               | Nürburgring Nordschleife  | Detalii      |
| 1957        | Juan Manuel Fangio                 | Maserati              | Nürburgring Nordschleife  | Detalii      |
| 1956        | Juan Manuel Fangio                 | Ferrari               | Nürburgring Nordschleife  | Detalii      |
| 1954        | Juan Manuel Fangio                 | Ferrari               | Nürburgring Nordschleife  | Detalii      |
| 1953        | Giuseppe Farina                    | Ferrari               | Nürburgring Nordschleife  | Detalii      |
| 1952        | Alberto Ascari                     | Ferrari               | Nürburgring Nordschleife  | Detalii      |
| 1951        | Alberto Ascari                     | Ferrari               | Nürburgring Nordschleife  | Detalii      |
| 1950        | Alberto Ascari                     | Ferrari               | Nürburgring Nordschleife  | Detalii      |
| 1949 - 1940 | Nedesfășurat                       | Nedesfășurat          | Nedesfășurat              | Nedesfășurat |
| 1939        | Rudolf Caracciola                  | Mercedes              | Nürburgring Nordschleife  | Detalii      |
| 1938        | Richard Seaman                     | Mercedes              | Nürburgring Nordschleife  | Detalii      |
| 1937        | Rudolf Caracciola                  | Mercedes              | Nürburgring Nordschleife  | Detalii      |
| 1936        | Bernd Rosemeyer                    | Auto Union            | Nürburgring Nordschleife  | Detalii      |
| 1935        | Tazio Nuvollari                    | Alfa Romeo            | Nürburgring Nordschleife  | Detalii      |
| 1934        | Hans Stuck                         | Auto Union            | Nürburgring Nordschleife  | Detalii      |
| 1932        | Rudolf Caracciola                  | Mercedes              | Nürburgring Nordschleife  | Detalii      |
| 1931        | Rudolf Caracciola                  | Mercedes              | Nürburgring Nordschleife  | Detalii      |
| 1929        | Louis Chiron                       | Bugatti               | Nürburgring Gesamtstrecke | Detalii      |
| 1928        | Rudolf Caracciola Christian Werner | Mercedes              | Nürburgring Gesamtstrecke | Detalii      |
| 1927        | Otto Merz                          | Mercedes              | Nürburgring Gesamtstrecke | Detalii      |
| 1926        | Rudolf Caracciola                  | Mercedes              | AVUS                      | Detalii      |

## Multipli câștigători

### Piloți
Piloții îngroșati concurează și în sezonul actual de Formula 1.

Fondul roz indică faptul că eventul nu a făcut parte din Campionatul Mondial de Formula 1.
| Victorii | Pilot               | Ani                                |
| -------- | ------------------- | ---------------------------------- |
| 6        | / Rudolf Caracciola | 1926, 1928, 1931, 1932, 1937, 1939 |
| 4        | Michael Schumacher  | 1995, 2002, 2004, 2006             |
| 4        | Lewis Hamilton      | 2008, 2011, 2016, 2018             |
| 3        | Alberto Ascari      | 1950, 1951, 1952                   |
| 3        | Juan Manuel Fangio  | 1954, 1956, 1957                   |
| 3        | Jackie Stewart      | 1968, 1971, 1973                   |
| 3        | Nelson Piquet       | 1981, 1986, 1987                   |
| 3        | Ayrton Senna        | 1988, 1989, 1990                   |
| 3        | Fernando Alonso     | 2005, 2010, 2012                   |
| 2        | Tony Brooks         | 1958, 1959                         |
| 2        | John Surtees        | 1963, 1964                         |
| 2        | Jacky Ickx          | 1969, 1972                         |
| 2        | Nigel Mansell       | 1991, 1992                         |
| 2        | Alain Prost         | 1984, 1993                         |
| 2        | Gerhard Berger      | 1994, 1997                         |

### Constructori
Echipele îngroșate concurează și în sezonul actual de Formula 1.

Fondul roz indică faptul că eventul nu a făcut parte din Campionatul Mondial de Formula 1.
| Victorii | Constructor | Ani |
| -------- | ----------- | --- |
| 22       | Ferrari     | 1950, 1951, 1952, 1953, 1956, 1959, 1963, 1964, 1972, 1974, 1977, 1982, 1983, 1985, 1994, 1999, 2000, 2002, 2004, 2006, 2010, 2012 |
| 11       | / Mercedes  | 1926, 1927, 1928, 1931, 1937, 1938, 1939, 1954, 2014, 2016, 2018                                                                   |
| 9        | Williams    | 1979, 1986, 1987, 1991, 1992, 1993, 1996, 2001, 2003                                                                               |
| 8        | McLaren     | 1976, 1984, 1988, 1989, 1990, 1998, 2008, 2011                                                                                     |
| 5        | Brabham     | 1966, 1967, 1969, 1975, 1981 |
| 4        | Lotus       | 1961, 1965, 1970, 1978 |
| 3        | Red Bull    | 2009, 2013, 2019 |
| 2        | Alfa Romeo  | 1932, 1935 |
| 2        | Auto Union  | 1934, 1936 |
| 2        | Tyrrell     | 1971, 1973 |
| 2        | / Benetton  | 1995, 1997 |